# Kalakia marginata
Kalakia marginata är en växtart som är ensam art i släktet Kalakia i familjen flockblommiga växter.
Arten är en ettårig ört som förekommer i Iran. Den beskrevs först som Cymbocarpum marginatum av Pierre Edmond Boissier 1872, och fick sitt nu gällande namn av Reino Olavi Alava.

## Former
Arten delas in i två former:
- Kalakia marginata f. leiocarpa (Bornm. & Gauba) Alava
- Kalakia marginata f. marginata